# Sundern (Hiddenhausen)
Sundern ist der kleinste Gemeindeteil von Hiddenhausen im Kreis Herford. Im Jahr 2021 hatte Sundern 1443 Einwohner. Sundern liegt im Hiddenhauser Süden und hat eine eigene evangelische Grundschule. 

## Geschichte
1224 wurde Sundern als Sundere erstmals schriftlich erwähnt. Sundern war ursprünglich eine Domäne die mit den umliegenden Ländereien bis zur Säkularisation dem Stift Herford gehörte. Im Waldgebiet von Sundern hatte die Herforder Äbtissin ihren Sommersitz „Solitüde“. Verwaltungstechnisch gehörte das Gebiet zur Vogtei Enger im Amt Sparrenberg der Grafschaft Ravensberg. Von 1807 bis 1813 gehörte Sundern zum Kanton Bünde, der von 1807 bis 1810 zum Königreich Westphalen und von 1811 bis 1813 zum Kaiserreich Frankreich gehörte. 1816 kam Sundern zum Kreis Bünde, der 1832 im Kreis Herford aufging. Bis ins 19. Jahrhundert wurde Sundern als Teil von Lippinghausen angesehen, entwickelte sich dann aber zu einer eigenen Gemeinde im Amt Herford-Hiddenhausen.
Am 1. Januar 1969 wurde Sundern durch das Herford-Gesetz nach Hiddenhausen eingemeindet.

## Wirtschaft und Infrastruktur
In Sundern liegt die Herforder Brauerei. Außerdem gibt es ein Einkaufszentrum mit einem Supermarkt, einem Discounter, einer Apotheke und einer Sparkassenfiliale. Der Haltepunkt Sundern lag an der Herforder Kleinbahn, deren Betrieb 1966 eingestellt wurde.

## Verkehr
Sundern liegt an der Landesstraße 545, die von Bünde nach Herford führt. Die Straße hatte in der Ortsdurchfahrt sehr viele Schlaglöcher. Im August 2012 kündigte die Gemeinde Hiddenhausen an, ab Januar 2014 die L 545 in Sundern komplett sperren zu wollen, um die Straße zu sanieren. Die Straße wurde vom September 2014 bis 27. August 2015 für die Sanierung in Sundern komplett gesperrt. Schon im Jahre 2012 war die L 545 in Lippinghausen für eine Sanierung komplett gesperrt, der Verkehr wurde, bzw. wird über Schweicheln bzw. Oetinghausen umgeleitet.